# Harlinger Bach
Der Harlinger Bach ist ein Fließgewässer im Landkreis Lüchow-Dannenberg in Niedersachsen.
Er hat seine Quelle in Bredenbock, einem Ortsteil der Gemeinde Göhrde, und nimmt den Metzinger Bach auf. Er fließt in west-östlicher Richtung weiter, vorbei an Harlingen (Hitzacker), einem Ortsteil der Stadt Hitzacker (Elbe). In Hitzacker (Elbe) mündet er nördlich vom Hitzacker See in die Jeetzel.